# José Luiz Ferreira Salles
José Luiz Ferreira Salles CSsR (ur. 23 stycznia 1957 w Itirapinie) – brazylijski duchowny rzymskokatolicki, od 2012 biskup Pesqueira.

## Życiorys
Święcenia kapłańskie przyjął 14 grudnia 1985 w zgromadzeniu redemptorystów. Był duszpasterzem w jednej z brazylijskich misji zakonnych, wiceprowincjałem oraz wychowawcą nowicjuszy w Fortaleza.
1 lutego 2006 został prekonizowany biskupem pomocniczym archidiecezji Fortaleza ze stolicą tytularną Tipasa in Numidia. Sakry biskupiej udzielił mu 17 marca 2006 ówczesny arcybiskup Fortalezy, José Antônio Aparecido Tosi Marques.
15 lutego 2012 papież Benedykt XVI mianował go biskupem Pesqueiry.